# Коренистов, Дмитрий Васильевич
Дмитрий Васильевич Коренистов (26.10.1910−03.04.1996) — советский инженер-гидротехник, лауреат Сталинской премии 1951 года.
Родился на станции Дивенская Санкт-Петербургской губернии.
С 1929 по 1934 год работал в Управлении Камско-Печорского водного пути, в Белбалткомбинате, Нижневолгопроекте. В 1935—1940 гг. на строительстве Канала им. Москвы.
С 1941 по 1969 г. в институте «Гидропроект»: начальник отделения, заместитель начальника отдела водного хозяйства.
Участник проектирования Волжско-Камского каскада, Асуанской плотины, гидроузлов — Цимлянского на р. Дон, Рижского и Плявиньского на Даугаве, каналов Волго-Дон и Иртыш—Караганда.
В соавторстве с Я. Д. Гильденблатом создал динамические графики для расчетов неустановившихся режимов бьефов ГЭС, позволяющие точно рассчитывать неустановившийся режим потока в бьефах Волжских гидроузлов.
Разработал первые методические указания по составлению правил использования водных ресурсов водохранилищ ГЭС и сами такие правила для нижневолжских водохранилищ.
С 1969 по 1989 г. — старший научный сотрудник Института водных проблем Академии наук СССР.
Специалист в области речной гидравлики, регулирования стока и управления режимами гидроэлектростанций. Член экспертных и редакционных советов, экспертных комиссий Госплана СССР по проектам крупнейших ГЭС и водохозяйственных объектов СССР.
Соавтор фундаментальных работ С. Н. Крицкого и М. Ф. Менкеля «Гидрологические основы речной гидротехники» и «Водохозяйственные расчеты».
Лауреат Сталинской премии 1951 года в составе авторского коллектива — за научный труд «Гидрологические основы речной гидротехники» (1950). Награждён двумя орденами «Знак Почёта» и медалями.
Сочинения:
- Колебания уровня Каспийского моря [Текст] : (Анализ режима и вероятностный прогноз) / С. Н. Крицкий, Д. В. Коренистов, Д. Я. Раткович ; АН СССР. Ин-т водных проблем. — Москва : Наука, 1975. — 158 с., 2 л. граф. : граф.; 21 см.
- Проблема Аральского моря / Д. В. Коренистов, С. Н. Крицкий, М. Ф. Менкель // Водные ресурсы, 1972. — № 1. — С.138-162.